# Křiváček
Křiváček je malá vesnice, část obce Řehenice v okrese Benešov. Nachází se asi 1 km na východ od Řehenic. Prochází zde silnice II/603. V roce 2009 zde bylo evidováno 12 adres. Křiváček leží v katastrálním území Malešín o výměře 6,87 km².

## Historie
První písemná zmínka o vesnici pochází z roku 1788.

## Pamětihodnosti
- Zájezdní hostinec čp. 2

## Další fotografie

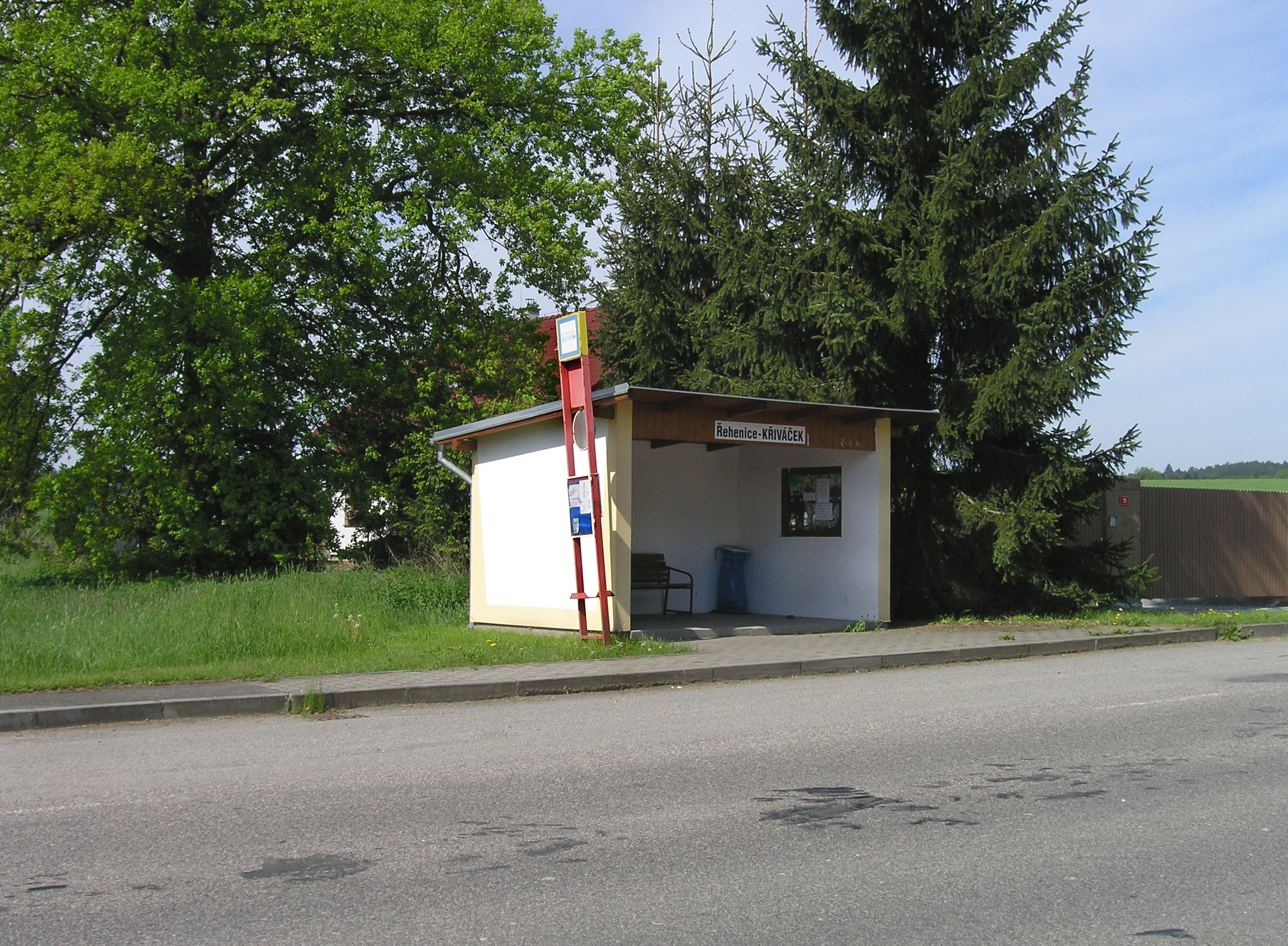
Autobusová zastávka
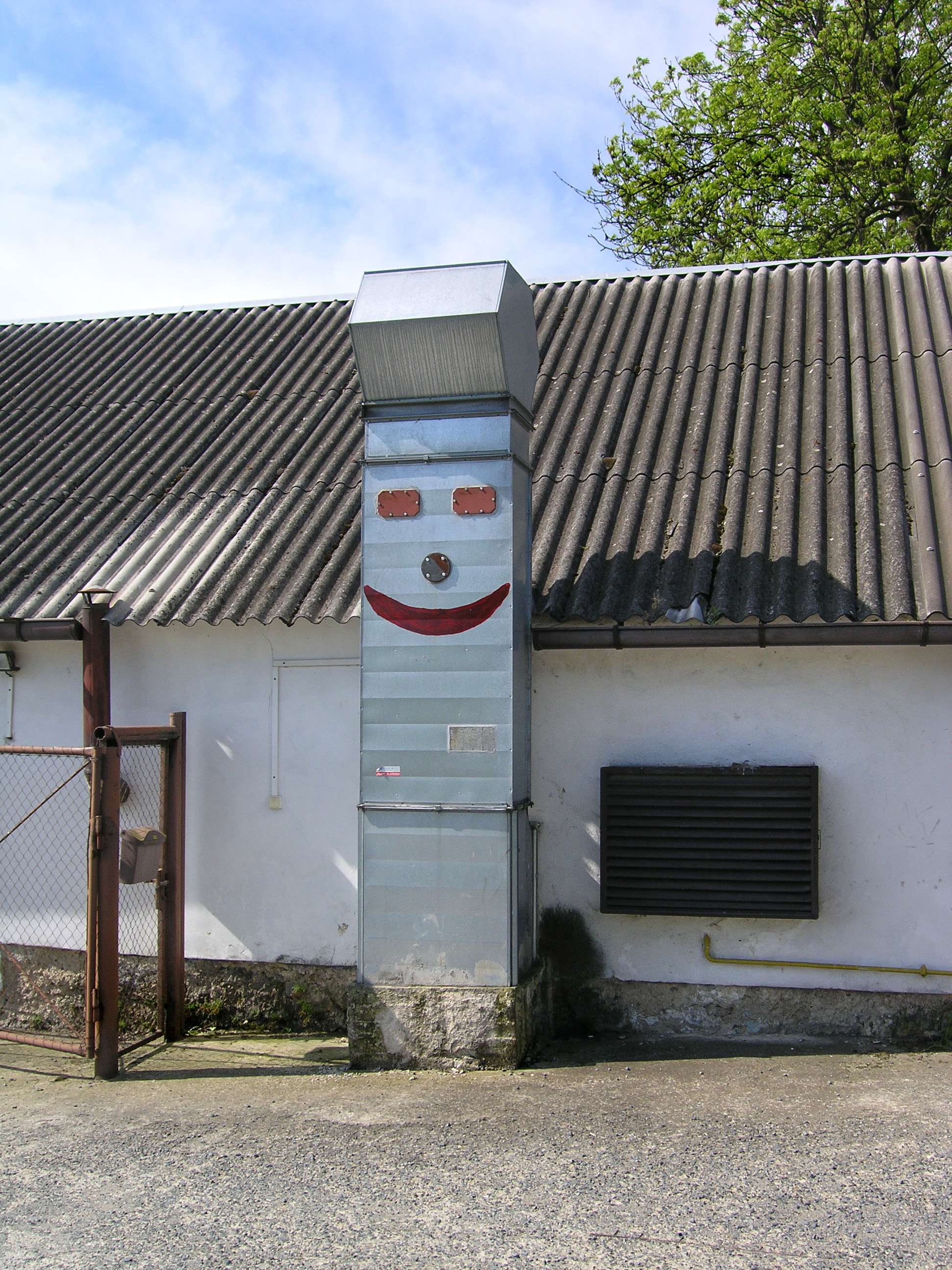
Zajímavý výdech vzduchotechniky
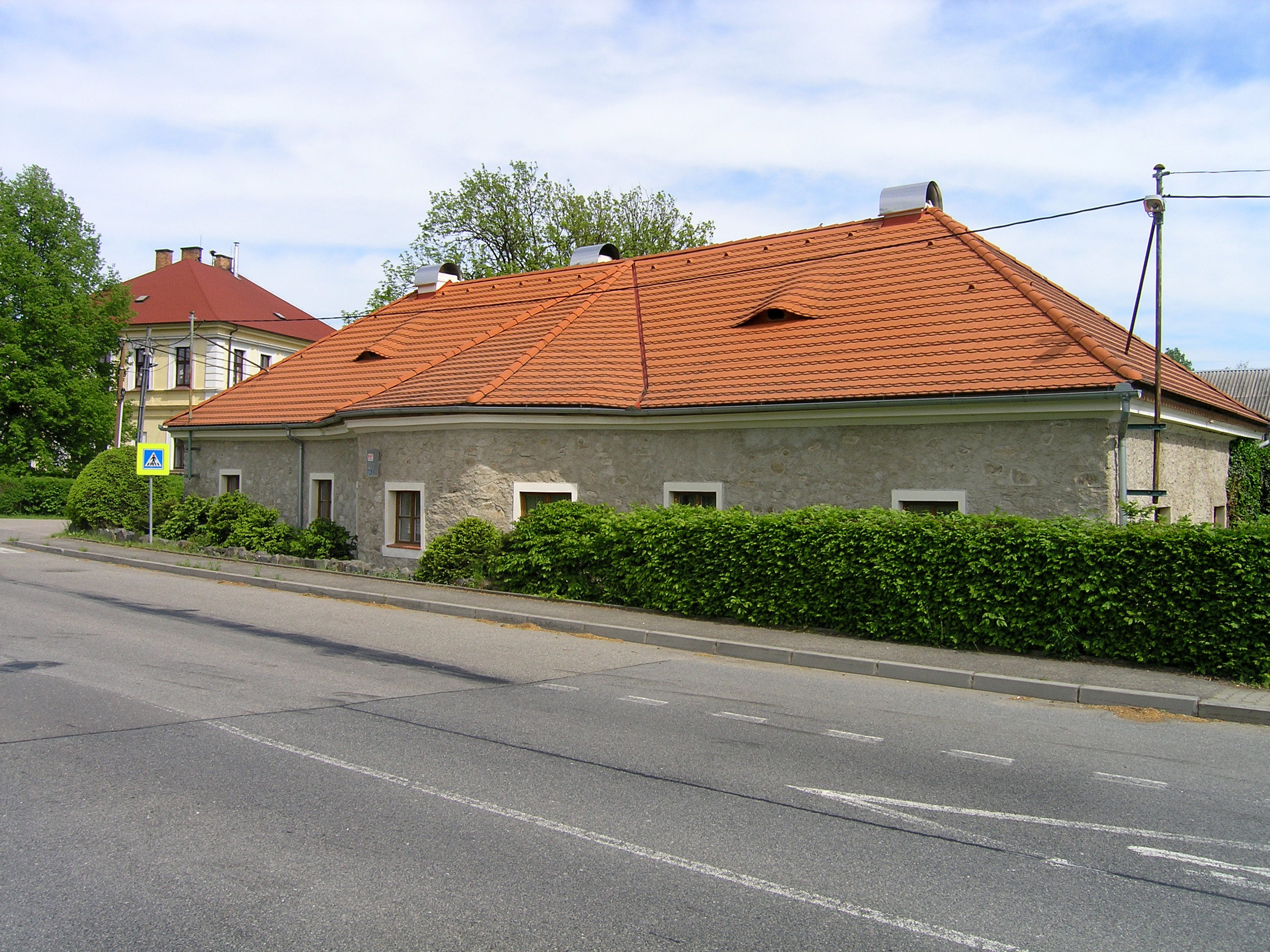
Detail Křiváčku